# Will Eisenmann
Will Eisenmann (Stuttgart (Baden-Württemberg), 3 de març, 1906 - Schwarzenberg (Lucerna, Suïssa), 20 d'agost, 1992), va ser un compositor, director de teatre i pedagog musical alemany resident a Suïssa.

## Biografia
Will Eisenmann va estudiar per primera vegada història i filosofia de l'art i, entre 1926 i 1929, música a la Universitat de Música de Württemberg a Stuttgart. Va esdevenir assistent de direcció al Teatre Estatal de Württemberg i a l'Òpera Estatal de Wiesbaden. A principis de la dècada de 1930, per recomanació de Romain Rolland, va continuar els seus estudis a París amb Paul Dukas i Charles Koechlin i posteriorment va treballar com a dramaturg i director a la "Schauspielhaus" de Colònia. Després d'una estada a Espanya, va emigrar a Suïssa el 1935 i va fundar estudis d'òpera privats a Zuric i Lucerna.
Will Eisenmann es va donar a conèixer amb la seva obra orquestral Seven Pictures després de Van Gogh, Haiku I-III, dos concerts de saxo i l'escenari de "Rilke Orfeu", Eurídice, Hermes amb veu parlant. També va guanyar fama internacional amb escenaris musicals de textos de Stefan George, Hermann Hesse, Stefan Heym, Ezra Pound, Rainer Maria Rilke, Rabindranath Tagore i poetes japonesos, que va interpretar amb el reconegut "Vokalensemble Zürich".
Will Eisenmann es va casar tres vegades. Va tenir tres fills amb la seva primera esposa Elisabeth Louis, quatre fills amb la seva segona esposa Eva Westphal i un fill del seu tercer matrimoni amb Hannah Willi.

## Obres (selecció)

### Òpera
- 1934/1935 The King of the Dark ("El rei de la cambra fosca"), Chamber Opera en 13 escenes op 12 (Tagore)

### Obres orquestrals
- 1938 7 Quadres de Vincent van Gogh, representació en música, per a orquestra
- 1945 Concerto da camera, per a saxo alt i orquestra de corda
- 1933 The City, Suite, per a orquestra de corda

### Obres escèniques
- 1934 7 cançons de "Gitanjali", per a veu alta i orquestra de corda (Tagore)
- 1936 Bethsabé drama-pantomima-oratori en 3 escenaris op 17 (Gide)
- 1943–1945 Leonce i Lena comèdia lírica 3 actes op. 36 (Büchner)

## Premis
- Premi Emil Hertzka a Viena per l'òpera  op The King of the Dark

## Cites
| « | "Conreo un estil d'escriptura colorit, polifònic-politonal, que eludeix la classificació en el sentit habitual, i no pertanyo a cap escola ni subscric cap de les tendències actuals. Rebutjo una concepció intel·lectualista de la música en què els estàndards musicals de valor són exclusivament de naturalesa matemàtica i analítica." | » |